# Ludwig Roediger
Georg Julius Ludwig Conrad Roediger (* 3. April 1798 in Neunkirchen am Potzberg; † 14. Januar 1866 in Frankfurt am Main) war ein deutscher Gymnasiallehrer, der in seiner Studentenzeit als Burschenschafter im Zuge des Wartburgfestes bekannt wurde.

## Biografie
Roediger war der Sohn des Johann Conrad R. (1770–1800), Pfarrer der reformierten Gemeinde in Neunkirchen am Potzberg, und seiner Frau Johanna Catharina Magdalena geb. Fuchs (1780–1842). Nach dem frühen Tod des Vaters wuchs er bei seinem Onkel Ludwig Wernhard R. (1762–1827), Pfarrer in Worms, auf. Dort besuchte er die damalige Secundärschule. Der Ehemann seiner Tante Esther (1753–1827) war der Mannheimer kurpfälzische Kirchenrat Georg David Kaibel (1756–1805). 1814 begann Roediger zunächst ein studium generale an der Universität Heidelberg und orientierte sich besonders an dem Philosophen Jakob Friedrich Fries. 1816 kehrte er Heidelberg den Rücken, um Philosophie zu studieren. Den Winter verbrachte er zunächst noch bei der Familie in Worms und folgte dann zum Sommer 1817 Fries nach Jena. In Jena blieb er bis 1819. Er wurde 1815 Mitglied der Burschenschaft Teutonia Heidelberg, 1817 Mitglied der Urburschenschaft in Jena und 1820 Mitglied der Alten Erlanger Burschenschaft.

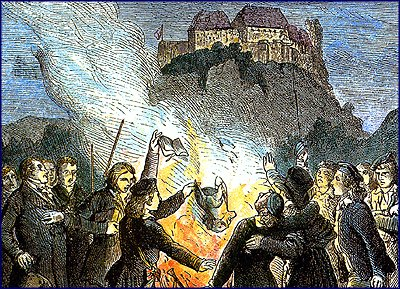
Bücherverbrennung beim Wartburgfest 1817

Er war ein herausragender Teilnehmer des Wartburgfestes und hielt auf dem Wartenberg die aufflammende Rede, die die Bücherverbrennung einleitete. Auch auf der Abschiedsveranstaltung im Rittersaal der Wartburg trat er als Redner für die Burschenschaft hervor. Nach seiner Promotion in Jena 1819 suchte er sich in Berlin zu habilitieren. Er turnte in Berlin bei Friedrich Ludwig Jahn und bei Ernst Wilhelm Bernhard Eiselen. 
Als Bekannter des Burschenschafters Carl Ludwig Sand wurde er im Salon des Berliner Buchhändlers Georg Andreas Reimers 1819 wegen des Verdachts revolutionärer Umtriebe verhaftet. Die in Berlin eingerichtete „Immediat-Untersuchungskommission zur Ermittlung hochverräterischer Verbindungen und anderer gefährlicher Umtriebe“ mit der Aufgabe der „Ausermittlung von Gefahren, die Preußen und Deutschland bedrohen“ (E.T.A. Hoffmann war als Kammergerichtsrat Mitglied dieser Kommission) setzte sich für ihn ein und nach viereinhalb Monaten kam er ohne strafrechtliche Anklage aus der Haft frei. Zum Ende des Jahres wurde er nochmals verhaftet und Anfang 1820 aus Preußen ausgewiesen. Roediger versuchte sich daraufhin in Erlangen neu, aber auch hier wurde ihm behördlicherseits alsbald mitgeteilt, das er wegen seiner Mitgliedschaft in der Burschenschaft im Königreich Bayern nicht zum Lehramt zugelassen werden könne. 1821 kam er so in die Freie Stadt Frankfurt, wo sein bis dahin bewegtes Leben ruhiger wurde. 1823 erhielt er am Städtischen Gymnasium eine Anstellung, die 1824 zur festen Anstellung wurde. 1824 heiratete er Katharina Elisabeth Hofmann (1794–1842), das Paar hatte die Kinder Conrad (1825–1892) Geheimer Regierungsrat, und Anna (1828–1906). 1838 wurde Roediger Prorektor und damit Inhaber der 3. Professorenstelle. Er trat 1854 in den Ruhestand.